# Фризи
Фризи су германска етничка група аутохтона у приобалним подручјима Холандије и Немачке. Насељавају област познату као Фризију и концентрисани су у холандским покрајинама Фрисланд и Гронинген и у немачким регионима Источна и Северна Фризија (која је била део Данске 1864. године). Фризијске језике говори више од 500.000 људи; дијалекти фризијског језика су признати као службени језици у Холандији, а у Немачкој као регионални језици.